# 呉忠信
呉 忠信（ご ちゅうしん）は、中華民国の軍人・政治家。中国同盟会以来の革命派人士。初期は軍人として活躍したが、国民政府成立後は各省政府主席を歴任している。字は礼卿、守堅。号は恕庵。

## 事跡

### 革命派としての活動
1900年（光緒26年）、南京の江南将弁学堂に入学する。1905年（光緒31年）に卒業後は、新軍第9鎮で任官した。その翌年に中国同盟会に秘密裏に加入している。1908年（光緒34年）、二等参謀官に昇進した。1911年（宣統3年）の辛亥革命においては、第9鎮統制徐紹楨に従って革命派として蜂起し、南京で張勲率いる清軍と交戦した。
翌1912年（民国元年）、南京に中華民国臨時政府が成立すると、呉忠信は警察総監に任命された。袁世凱が臨時大総統となると、寧鎮澄淞四路要塞司令に任命される。その一方で上海を拠点とする同盟会機関報『民立報』の経理兼社長代理となり、于右任の補佐を務めた。
1913年（民国2年）の二次革命（第二革命）にも、呉忠信は革命派として参加したが、敗北して日本へ亡命した。翌1914年（民国3年）に孫文（孫中山）が中華革命党を創設すると、呉忠信もこれに参加している。1915年（民国4年）、孫文の命により上海へ戻り、陳其美を補佐して反袁世凱の蜂起を行った。

### 護法運動を経て政治家へ
1917年（民国6年）、孫文が護法運動を開始すると、呉忠信もこれに参加し、粤軍上校参謀に任命された。以後、各地を転戦し、1921年（民国10年）に桂林衛戍司令兼大本営憲兵司令に抜擢された。1922年（民国11年）に孫文・張作霖・段祺瑞の三角同盟が結成されると、呉忠信が孫文側の全権軍事代表に任じられる。しかし、まもなく呉忠信は病に倒れ、3年間蘇州で療養に努めざるを得なかった。
1926年（民国15年）夏、広州国民政府が北伐を開始する。呉忠信は南昌の蔣介石の招聘に応じ、その幕僚となった。1929年（民国18年）2月、呉忠信は海外視察に赴いている。1932年（民国21年）3月、安徽省政府主席に任命され、地方制度整備や公道整備、歳出削減に尽力した。しかし、次第に省内の官吏と財政引締めをめぐって対立し、1933年（民国22年）5月、辞任した。
1935年（民国24年）4月、貴州省政府主席に就任した。そこでもやはり綱紀粛正、公道整備、地方経済振興に尽力した。その一方で、隣接する広西省の新広西派との関係調整にも心を配っている。

### 蒙蔵委員会委員長、新疆省政府主席

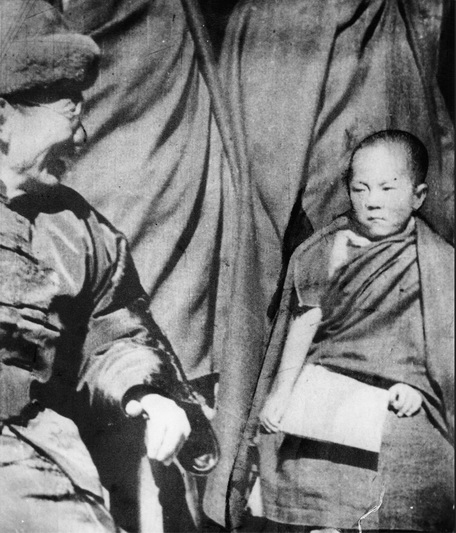
ダライ・ラマ14世と呉忠信（左側）

1936年（民国25年）8月、呉忠信は蒙蔵委員会委員長に就任し、内地に亡命してきていたパンチェン・ラマ9世をチベットに戻す事業に取り組んだ。翌1937年（民国26年）に9世は円寂したが、呉忠信はその霊柩をチベットに帰還させている。また、考試院院長戴季陶に西康省へ祭祀のために赴くよう依頼した。
1940年（民国29年）2月、ダライ・ラマ14世の即位式がラサで挙行されると、呉忠信は国民政府代表として即位式に参列した。1941年（民国30年）9月、甘寧青区党政工作考察団団長に任命され、その翌年には新疆省の盛世才との交渉も行っている。同年12月には、中国辺政学会理事長となり、月刊雑誌『辺政公論』を創刊した。
1944年（民国33年）8月、盛世才の後任として、呉忠信は新疆省政府主席兼保安総司令に任命された（保安総司令は、第8戦区司令長官朱紹良が代理）。呉忠信は、盛世才に逮捕されていたブルハン・シャヒディなど各民族、各界の人物を釈放し、宥和政策をとる。しかし、同年11月に三区革命により東トルキスタン共和国が建国されると、呉忠信はその勢いを止めることができなかった。結局、ソ連と国民政府の交渉により、東トルキスタン共和国への対処は一時解決したが、1946年（民国35年）3月、呉忠信は新疆省政府主席を辞任した。
その後も、呉忠信は総統府秘書長などをつとめる。蔣介石に従って台湾に逃れてからは、総統府資政、国民党中央評議委員、中央紀律委員会主任委員などを歴任した。
1959年（民国48年）12月16日、台北で病没。享年76（満75歳）。

## 注
1. ↑  なお中国側見解では、呉忠信はこの際に即位式を取り仕切ったとされるが（例として、沈荊唐「呉忠信」）、チベット側はこれを否定している（ダライ・ラマ法王日本代表部事務所「ダライ・ラマ法王とチベット」 Archived 2013年7月6日, at the Wayback Machine.）。